# Athis (Marne)
Athis település Franciaországban, Marne megyében. Lakosainak száma 888 fő (2022. január 1.). Athis Champigneul-Champagne, Cherville, Les Istres-et-Bury, Jâlons, Plivot, Pocancy és Tours-sur-Marne községekkel határos.

## Népesség
A település népességének változása:
| Lakosok száma | 547  | 588  | 669  | 823  | 841  | 871  | 887  | 900  | 896  | 888  |
|               | 1968 | 1982 | 1990 | 2006 | 2013 | 2015 | 2017 | 2019 | 2020 | 2022 |